# Gogolewka (obwód kurski)
Gogolewka (ros. Гоголевка) – wieś (ros. село, trb. sieło) w zachodniej Rosji, w sielsowiecie zaoleszeńskim rejonu sudżańskiego w obwodzie kurskim.

## Geografia
Miejscowość położona jest nad rzeką Olesznia (dopływ Sudży), 3,5 km od granicy z Ukrainą, 5,5 km od centrum administracyjnego sielsowietu zaoleszeńskiego (Zaoleszenka), 6 km od centrum administracyjnego rejonu (Sudża), 93 km od Kurska.
W granicach miejscowości znajdują się ulice: Centralnaja, zaułek Mirnyj, zaułek Nowyj, zaułek Szkolnyj.

## Demografia
W 2010 r. miejscowość zamieszkiwały 184 osoby.